# 林霨
林霨（個別媒體稱林蔚，1948年12月13日—），賓夕法尼亞大學國際關係和中國歷史教授。他曾就讀於哈佛大學，1971年以「最優等」成績獲得歷史和科學學士學位，1981年獲得歷史博士學位。
林霨是華盛頓特區的國際評估和戰略中心創辦人及副總裁。他曾擔任美國企業研究所亞洲研究所的所長。現為美國外交關係協會的成員，和自由之家、詹姆斯敦基金會的董事。他曾任教於哈佛大學、美國海軍戰爭學院、布朗大學和普林斯頓大學。
林霨的太太來自中華人民共和國，2018年公然限制損傷林霨的表達自由。

## 政治觀點
林霨經常評論並批評中國政府以及美國對華外交政策。他曾稱自1978年以來的美國對華政策為「我們最重大的外交政策失敗」。2000年，他反對給予中華人民共和國永久正常貿易關係（PNTR）。他建議：「與其毫無意義地尋求理解、雙贏方案等......是時候在私下裡對中國在人權和軍事行為方面施加壓力。」
他曾聯署一封公開信，支持川普政府的對華政策。他將中國的外交政策與一戰前的德國相比，稱其為「具有中國特色的世界霸權爭奪（Griff nach der Weltmacht）」。
此外，他曾聲稱：「在中國，污染可能導致嬰兒夭折；醫院條件惡劣，食品被摻假，體制腐敗且難以預測。」他還表示，「中華人民共和國的解體已經開始。」
在2019冠狀病毒病疫情期間，他曾提出病毒可能源自武漢病毒研究所的可能性。
作為對中國的威懾手段，2021年他建議中國周邊國家擁有核武：「我認為，就像英國和法國擁有獨立於美國的核威懾能力一樣，日本、澳大利亞，也許還有台灣和韓國，也應該擁有獨立的核威懾力量，因為它們同樣面臨直接的核威脅。」

## 中国法庭
2018年至2020年，林霨是中国法庭（China Tribunal）成员。该法庭是总部设于伦敦的一个民间法庭，负责评估中国拘留营内强制摘取器官及其他严重侵犯人权的指控。2020年3月1日，该法庭发布判决，认定中共无可置疑地对中国维吾尔族穆斯林和法轮功学员犯下了反人类罪，并明确指出：“在中华人民共和国长期的强摘器官实践中，法轮功学员确实是器官来源之一，并极有可能是主要来源。”

## 个人生活
林霨和来自北京的Xiaowei Yu于1988年结婚，Yu当时是哥伦比亚大学法律系二年级学生。二人育有两个儿子。

## 著作
- The Great Wall of China: from History to Myth (1989) ISBN 9780521365185
  - 石雲龍等譯：《長城　從歷史到神話》（南京：江蘇教育出版社，2008）。ISBN 9787534386466
- 章开沅; 林蔚 (编). . 湖北敎育出版社. 1991. ISBN 9787535106346.
- The Modernization of Inner Asia (Ed.)(1991)
- John Van Antwerp MacMurray; Arthur Waldron. . Hoover Press. 1992  [2013-12-30]. ISBN 978-0-8179-9153-1. （原始内容存档于2014-01-12）.
- 顾学稼; 林霨; 伍宗华. . 成都科技大学出版社. 1994. ISBN 978-7-5616-1346-7.
- From War to Nationalism: China's Turning Point 1924-1925 (1995)
- Daniel Moran; Arthur Waldron. . Cambridge University Press. 2003  [2013-12-30]. ISBN 978-0-521-81432-4. （原始内容存档于2014-01-12）.
- Arthur Waldron. . Lilley, James R.; Downs, Chuck  (编). . Washington D.C.: National Defense University Press. September 1997: 327–347  [2025-02-15]. ISBN 978-1579060008. （原始内容存档于2025-04-26）.
  - 中譯本：林霨. . . 由張同瑩; 馬勵; 張定綺翻译. 台灣: 先覺. 1999-02. ISBN 9789576073472.